# Gelroller

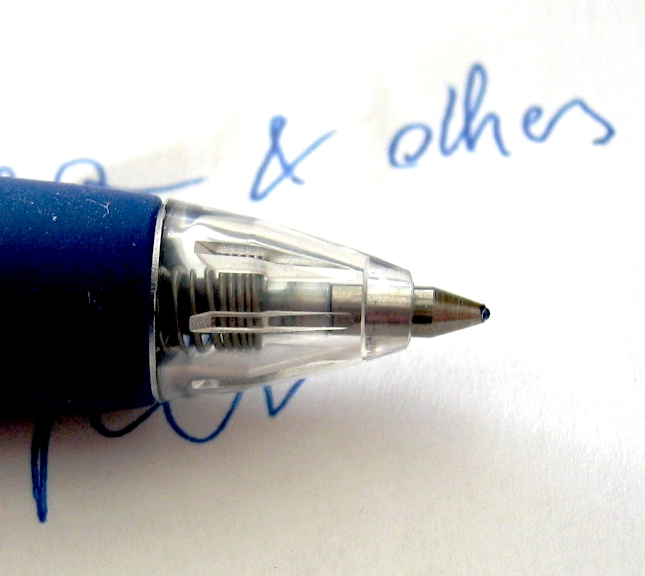
Nahaufnahme eines Gelrollers

Ein Gelroller ist eine Sonderform des Kugelschreibers, der statt einer öligen Paste ein wässriges Gel als Tinte verwendet.

## Bauform
Der Gelroller besteht aus einem Tinte enthaltenden Röhrchen aus Polypropylen, das in eine Metallspitze mündet und meist in einem Schaft gefasst ist. Um ein Austrocknen der Tinte zu verhindern, wird die Tintensäule nach hinten durch einen Pfropfen aus Silikon verschlossen. Mit einer Kappe verschlossene Stifte haben in dieser eine Dichtung für die Schreibspitze, während Gelroller mit Drückermechanik eine Schraubenfeder in ihrer Schreibspitze enthalten, die bei Nichtgebrauch die Kugel gegen die Fassung der Schreibspitze abdichtet.

## Funktion und Einsatz
Die Besonderheit des Gels ist seine Viskosität von etwa 200 mPa·s, die bei Anlegen einer Scherspannung dramatisch abnimmt. Die Drehbewegung der Schreibkugel erzeugt an der Grenzfläche zur Tintensäule so hohe Scherspannungen, dass die Tinte lokal verflüssigt wird und ähnlich wie bei einem Tintenroller ausgeschrieben werden kann. Der dabei auftretende Tintenfluss beträgt das Fünf- bis Zehnfache dessen eines Kugelschreibers, wodurch die Schreibkugel sehr gut geschmiert wird. Dieser Effekt bewirkt ein sehr leichtes, gleitendes Schreibgefühl, ist aber auch für die kurze Schreiblänge des Gelrollers verantwortlich.
Nebeneffekte sind der Aufbau von Tintenresten am Spalt zwischen Kugel und Fassung, die bei Änderung der Schreibrichtung plötzlich abgegeben werden können und zum Klecksen führen, und das Auftreten von Doppellinien, da die Kugel die abgegebene Tinte links und rechts ihrer Bahn anhäuft. Gele haben den Vorteil, auch auf hellen und dunklen Papieruntergründen deckende Abstriche zu erzeugen.  Da die Tinte eingedickt ist (meist durch ein Polysaccharid wie Xanthan), können auch große Pigmente in der Tinte gehalten werden, ohne sich abzusetzen, was Glitzertinte oder Pigmenttinte für Schreiben auf dunklem Papier ermöglicht.

## Schreibspitzen
Gelspitzen sind analog zu Kugelspitzen beim Kugelschreiber aufgebaut. Die Fassung besteht meistens aus Edelstahl und die Schreibkugel aus Hartmetall oder Keramik. Der Kugeldurchmesser liegt meist zwischen 0,3 und 1,2 mm, wobei ostasiatische Produkte ab 0,2 mm erhältlich sind.

## Herkunftsländer
Das Land mit der größten Produktion ist Japan, wo diese Stiftart in den 1980er Jahren entwickelt wurde. Bedeutende Hersteller sind Pilot, Mitsubishi Pencil (Marke uni-ball) und Pentel. In den letzten Jahren hat sich daneben China als wesentliches Herstellerland billiger Gelroller etabliert.